# Nature morte sur une chaise
Nature morte sur une chaise est un tableau réalisé par Juan Gris en avril 1917. Cette huile sur panneau de bois est une nature morte cubiste représentant un broc sur une chaise. Un temps la propriété de Raoul Albert La Roche, elle est aujourd'hui conservée au musée national d'Art moderne, à Paris.

## Expositions
- Le Cubisme, Centre national d'art et de culture Georges-Pompidou, Paris, 2018-2019.